# Satar Jabar

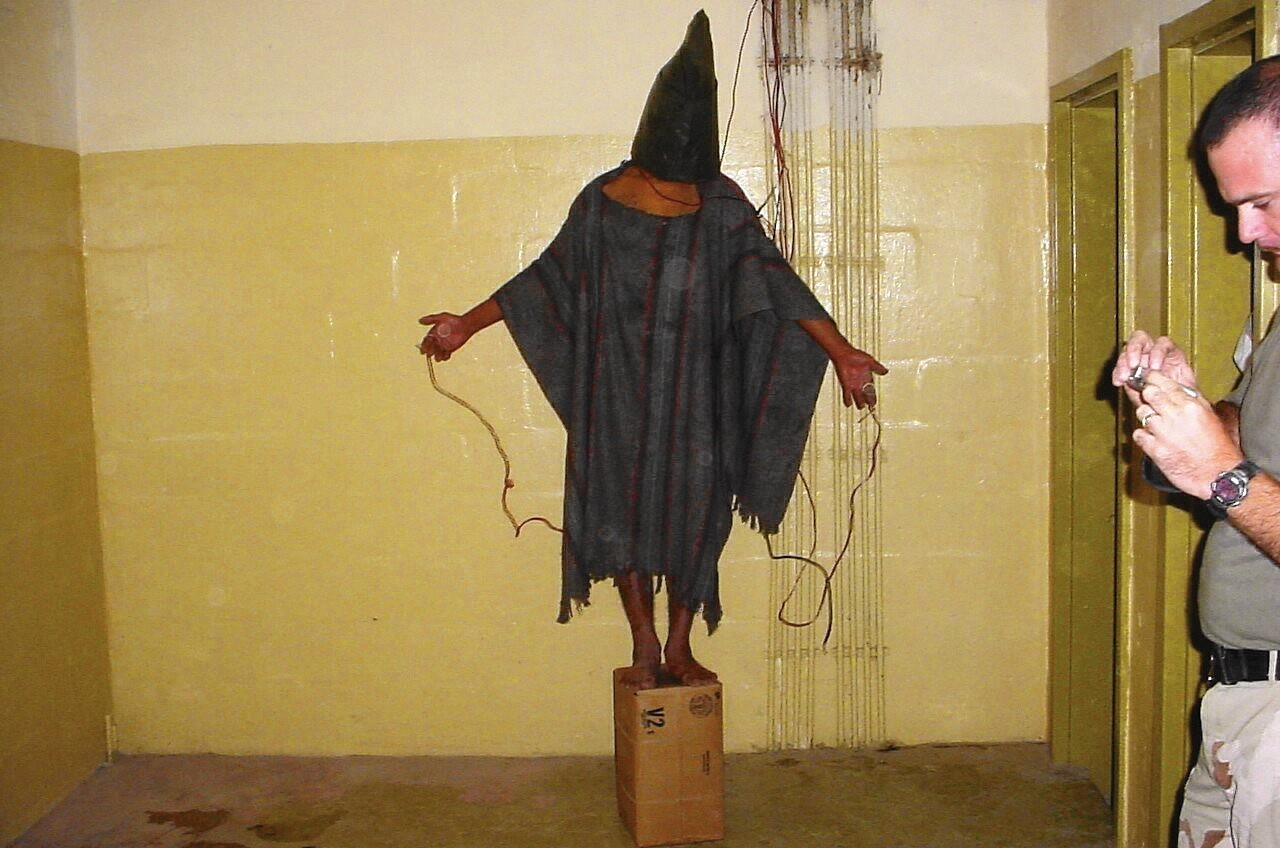
La celebre fotografia The Hooded Man ritrae le torture inflitte a Jabar presso la prigione di Abu Ghraib

Satar "Peller" Jabar era un prigioniero detenuto nella Prigione di Abu Ghraib, a Baghdad, durante le prime fasi della guerra combattuta dall'esercito statunitense in Iraq (2003-2011). La foto di Jabar è diventata il simbolo delle torture inflitte ai prigionieri ad Abu Ghraib, ed è stata pubblicizzata ampiamente dai resoconti giornalistici su questo scandalo, e nella satira politica.

## Torture a Abu Ghraib
Durante la sua detenzione, Satar Jabar fu sottoposto a torture fisiche e psicologiche da membri dell'esercito americano. Jabar non era detenuto ad Abu Ghraib perché sospettato di terrorismo, come comunemente si crede, ma per aver rubato un'auto con ancora i suoi passeggeri a bordo.
A Jabar fu messo un cappuccio, fu poi fatto salire su una scatola di cartone e gli furono attaccati dei cavi elettrici sia alle mani che al pene. Dopodiché gli fu detto che se fosse caduto avrebbe ricevuto scosse elettriche. In seguito i soldati americani sostennero che i cavi non erano elettrificati, e che Jabar non rischiava l'elettrocuzione, ma solo una minaccia di elettrocuzione. L'accaduto è documentato nella fotografia The Hooded Man, che venne scattata da un soldato americano a Satar Jabar.
Queste dichiarazioni furono in seguito smentite dallo stesso Jabar, il quale dichiarò che i cavi erano elettrificati, e furono usati per dargli scosse elettriche. Non è possibile provare la veridicità di nessuna delle due versioni. Va però notato che dozzine di altri ex-detenuti ad Abu Ghraib hanno subito torture fisiche, che in alcuni casi sono state mortali. Il trattamento che Jabar sostiene di aver ricevuto era prassi comune ad Abu Ghraib.